# العلاقات البنينية الساموية
العلاقات البنينية الساموية هي العلاقات الثنائية التي تجمع بين بنين وساموا.

## مقارنة بين البلدين
هذه مقارنة عامة ومرجعية للدولتين:
| وجه المقارنة                                              | بنين            | ساموا                        |
| --------------------------------------------------------- | --------------- | ---------------------------- |
| المساحة (كم2)                                             | 114.76 ألف      | 2.84 ألف                     |
| عدد السكان (نسمة)                                         | 11.18 مليون     | 196.44 ألف                   |
| الكثافة السكانية (ن./كم²)                                 | 97.42           | 69.17                        |
| العاصمة                                                   | بورتو نوفو      | أبيا                         |
| اللغة الرسمية                                             | لغة فرنسية      | لغة إنجليزية، اللغة الساموية |
| العملة                                                    | فرنك غرب أفريقي | تالا ساموي                   |
| الناتج المحلي الإجمالي (بليون دولار)                      | 9.27 مليار      | 856.63 مليون                 |
| الناتج المحلي الإجمالي (تعادل القوة الشرائية) بليون دولار | 22.38 مليار     | 1.15 مليار                   |
| الناتج المحلي الإجمالي الاسمي للفرد دولار أمريكي          | 762             | 3.94 ألف                     |
| الناتج المحلي الإجمالي للفرد دولار أمريكي                 | 2.03 ألف        | 5.79 ألف                     |
| مؤشر التنمية البشرية                                      | 0.480           | 0.702                        |
| رمز المكالمات الدولي                                      | +229            | +685                         |
| رمز الإنترنت                                              | .bj             | .ws                          |
| المنطقة الزمنية                                           | ت ع م+01:00     | ت ع م+13:00                  |

## منظمات دولية مشتركة
يشترك البلدان في عضوية مجموعة من المنظمات الدولية، منها:
| علم المنظمة | اسم المنظمة                                 | تاريخ انضمام بنين | تاريخ انضمام ساموا |
| ----------- | ------------------------------------------- | ----------------- | ------------------ |
|             | وكالة ضمان الاستثمار متعدد الأطراف          | 26 سبتمبر 1994    | 27 سبتمبر 2002     |
|             | منظمة الشرطة الجنائية الدولية               | ?                 | ?                  |
|             | مجموعة دول أفريقيا والكاريبي والمحيط الهادئ | ?                 | ?                  |
|             | منظمة حظر الأسلحة الكيميائية                | ?                 | ?                  |
|             | منظمة التجارة العالمية                      | ?                 | ?                  |
|             | الأمم المتحدة                               | 20 سبتمبر 1960    | 15 ديسمبر 1976     |
|             | مؤسسة التمويل الدولية                       | 5 فبراير 1987     | 28 يونيو 1974      |
|             | يونسكو                                      | 18 أكتوبر 1960    | 3 أبريل 1981       |
|             | مؤسسة التنمية الدولية                       | 16 سبتمبر 1963    | 28 يونيو 1974      |
|             | البنك الدولي للإنشاء والتعمير               | 10 يوليو 1963     | 28 يونيو 1974      |
|             | المركز الدولي لتسوية المنازعات الاستشارية   | 14 أكتوبر 1966    | 25 مايو 1978       |
|             | الاتحاد البريدي العالمي                     | ?                 | ?                  |
|             | الاتحاد الدولي للاتصالات                    | 1961              | 7 أكتوبر 1988      |

## وصلات خارجية
- موقع وزارة الخارجية البنينية